# Långgatan, Hjo

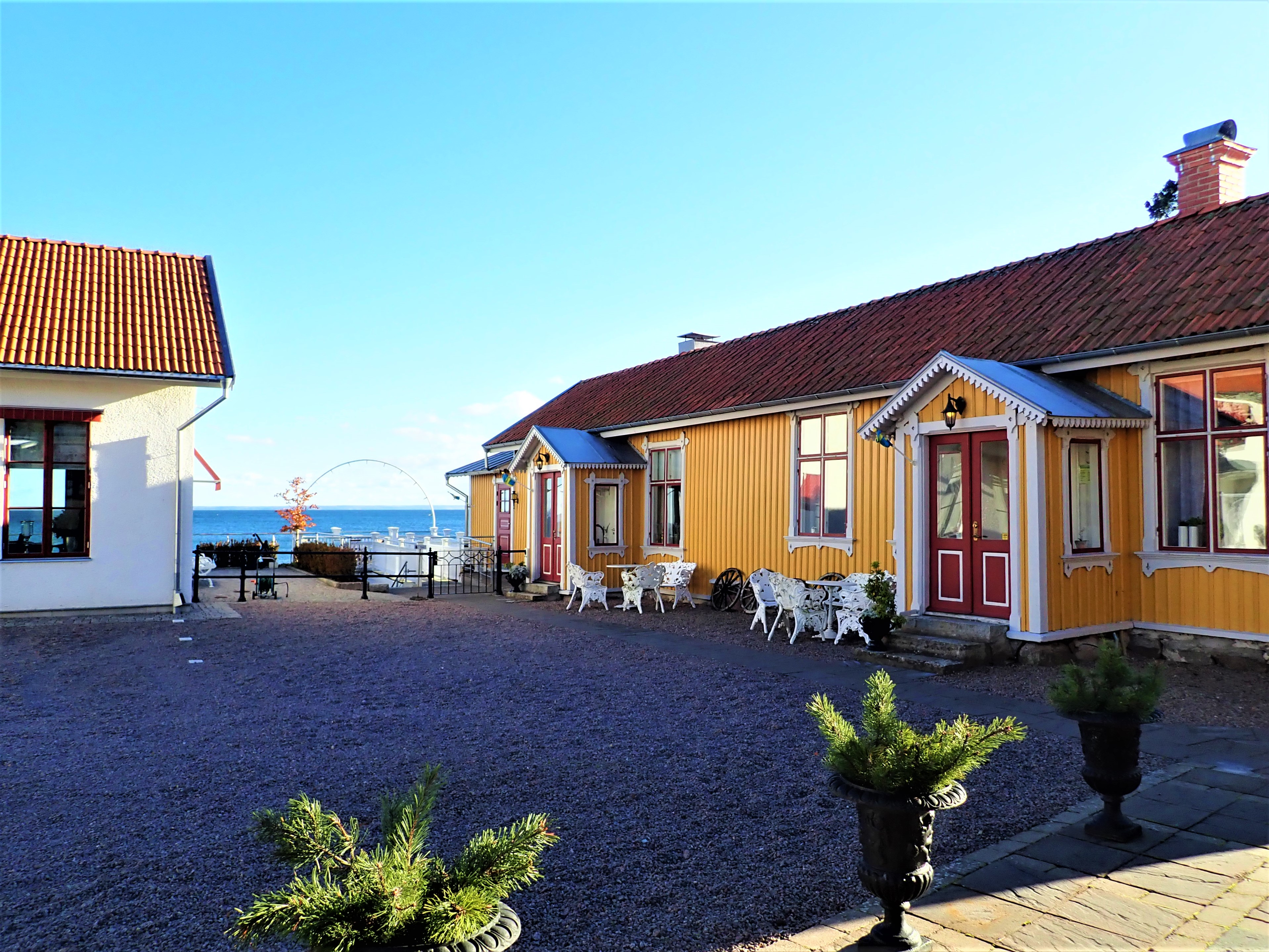
Gårdslängan till tidigare Strand Hotel, numera vandrarhem, på Långgatan 5.

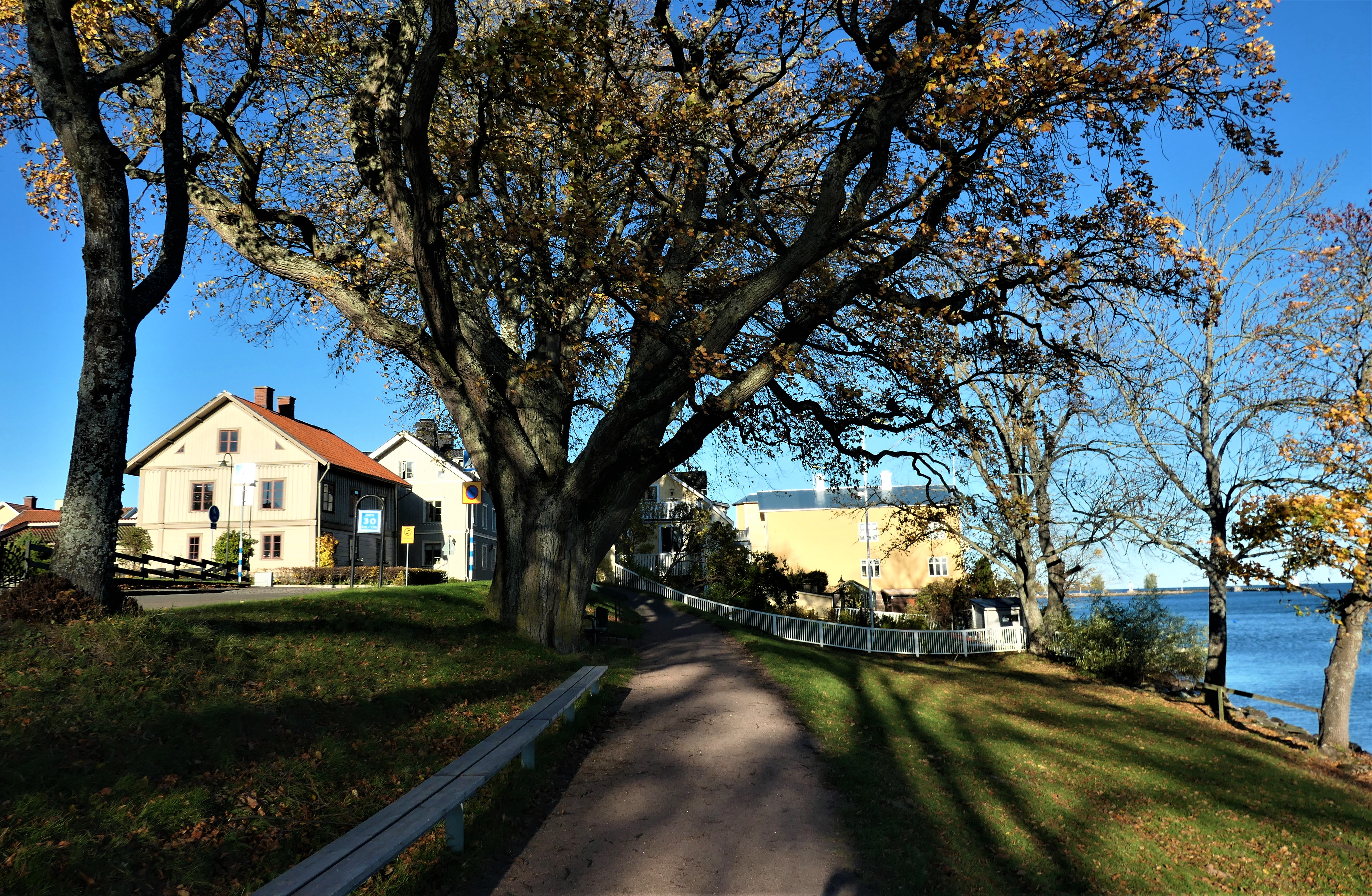
Den södra ändan av Långgatan och hörnet av Långgatan-Repslagaregatan, sedda från Strandpromenaden och Jönköpingsvägen, gatans fortsättning söderut. Till vänster Långgatan 24 och 22, till höger vid Vättern Långgatan 21.

Långgatan är en gata i Gamla stan, den medeltida stadsdelen i Hjo. Den går mellan Stora Torget och dåvarande Södertull, en bit söder om Sjögatan, som den korsar. Den kallades tidigare Södra gatan och utgjorde till långt in på andra hälften av 1900-talet den södra infartsvägen till staden. 
Långgatan har i stort sett samma utseende som den haft sedan medeltiden, utom att den breddats något på västra sidan strax söder om Stora Torget för att undanröja en flaskhals.

## Byggnader
| Namn                  | Adress          | Kvarter            | Beskrivning | Koordinater                                         | Bild |
| --------------------- | --------------- | ------------------ | --- | --------------------------------------------------- | ---- |
| Hasselqvistska gården | Långgatan 1     | Långan 1           | En gammal hantverksgård som var garveri fram till omkring 1900, med bostadshuset i två våningar från sent 1700-tal eller tidigt 1800-tal.                                                     | 58°18′3.6″N 14°17′17.7″Ö / 58.301000°N 14.288250°Ö  |      |
|                       | Stora Torget 2  | Duvan 1            | Bostadshus i 2 1/2 våning med vind med timmerstomme från 1700-talets mitt, ombyggt till nuvarande utseende omkring 1905. Byggnaden var tidigare förenad med Duvan 2 och kallades Storegården. | 58°18′03.5″N 14°17′16.5″Ö / 58.300972°N 14.287917°Ö |      |
|                       | Duvan           | Långgatan 2        | |                                                     |      |
|                       | Långgatan 3 A   | Långan 14          | Ursprungligen timrat hus från 1800-talet, om- och påbyggt 1946–1949 efter ritningar av Gerhard Pusch                                                                                          | 58°18′02.4″N 14°17′17.1″Ö / 58.300667°N 14.288083°Ö |      |
|                       | Långgatan 4     | Duvan 6            | Tvåvånings bostads- och affärshus byggt 1935, ritat av Vilhelm Andersson | 58°18′01.7″N 14°17′16″Ö / 58.300472°N 14.28778°Ö    |      |
| Strand                | Långgatan 5     | Långan 11          | Tidigare Hotell Strand. Tvåvånings timrad byggnad, som troligen är från 1870-talet | 58°18′01.3″N 14°17′16.7″Ö / 58.300361°N 14.287972°Ö |      |
|                       | Långgatan 6-8   | Duvan 7            | Flerbostadshus byggt 1965, ritat av Sven Löfström. Ingång från Sjögatan 4. | 58°18′01.2″N 14°17′15.6″Ö / 58.300333°N 14.287667°Ö |      |
|                       | Långgatan 7     | Långan 12          | Tvåvånings timrat bostadshus från början av 1800-talet | 58°18′00.8″N 14°17′16.4″Ö / 58.300222°N 14.287889°Ö |      |
|                       | Sjögatan 4      | Duvan 8            | Flerbostadshus från 1960-talet, ritat av Sven Löfström. Hopbyggt med Långgatan 6 och 8. | 58°18′00.6″N 14°17′14.9″Ö / 58.300167°N 14.287472°Ö |      |
|                       | Långgatan 9     | Långan 13          | Tvåvånings timrat bostadshus | 58°18′00.4″N 14°17′16.3″Ö / 58.300111°N 14.287861°Ö |      |
|                       | Långgatan 10    | Tullporten 4       | Bostadshus i en våning från 1700-talet | 58°18′00.0″N 14°17′14.5″Ö / 58.300000°N 14.287361°Ö |      |
| Hjo äldsta folkskola  | Långgatan 11–13 | Storskolan 1 och 2 | Den första skolan i Hjo. Var skola mellan 1842 och 1910. | 58°17′59.6″N 14°17′15.4″Ö / 58.299889°N 14.287611°Ö |      |
|                       | Långgatan 12    | Tullporten 3       | Timrat envånings bostadshus och tidigare butikshus, uppfört på 1700-talet och ombyggt 1973 | 58°17′59.3″N 14°17′14.2″Ö / 58.299806°N 14.287278°Ö |      |
|                       | Långgatan 14    | Tullporten 2       | Bostadshus från omkring 1850 | 58°17′58.5″N 14°17′13.2″Ö / 58.299583°N 14.287000°Ö |      |
|                       | Långgatan 15    | Storskolan 3       | Tvåvåningsvilla från 1939–1940, ritad av Gunnar Wallman | 58°17′58.3″N 14°17′14.5″Ö / 58.299528°N 14.287361°Ö |      |
|                       | Långgatan 16    | Tullporten 13      | Bostadshus | 58°17′58″N 14°17′12.6″Ö / 58.29944°N 14.286833°Ö    |      |
|                       | Långgatan 17    | Storskolan 4       | Tvåvånings bostadshus uppfört 1896, ritat av Frans Wahlström | 58°17′57.3″N 14°17′14.5″Ö / 58.299250°N 14.287361°Ö |      |
|                       | Långgatan 19 A  | Storskolan 5       | Bostadshus | 58°17′57.3″N 14°17′13″Ö / 58.299250°N 14.28694°Ö    |      |
|                       | Långgatan 20    | Tullporten 12      | | 58°17′57.6″N 14°17′12.2″Ö / 58.299333°N 14.286722°Ö |      |
|                       | Långgatan 21    | Storskolan 6       | Envånings bostadshus från före 1860 och påbyggt 1922 | 58°17′56.5″N 14°17′12″Ö / 58.299028°N 14.28667°Ö    |      |
|                       | Långgatan 22    | Tullporten 16      | Bostadshus | 58°17′57.1″N 14°17′11.7″Ö / 58.299194°N 14.286583°Ö |      |
|                       | Långgatan 24    | Tullporten 17      | Bostadshus | 58°17′56.6″N 14°17′11″Ö / 58.299056°N 14.28639°Ö    |      |